# 耀德故事
耀德故事（韓語：요덕 스토리）是韓國脫北者導演鄭成山製作的音樂劇。該劇以朝鲜境內耀德郡的耀德集中營為背景，通過獄囚的種種經歷，影射朝鲜的人權現狀。
朝鲜集中營有超過200,000名男子、婦女和兒童，他們面臨著酷刑和飢餓。能存活下來的人，其人生經歷也被嚴重扭曲。該劇反映的場景有：因兒童忍不住飢餓偷吃土豆而鍘斷其手臂、為節省石頭以集體毆打的方式執行死刑，等等。這些在韓國引起的強烈共鳴，大量觀眾在網上留言，如“他們的痛苦撕碎了我的心，我為我是幸福的人而感激上蒼。現在耳邊仍然響起耀德最後的疾呼聲‘不要忘記耀德、不要忘記耀德！’”